# Trommelbremse

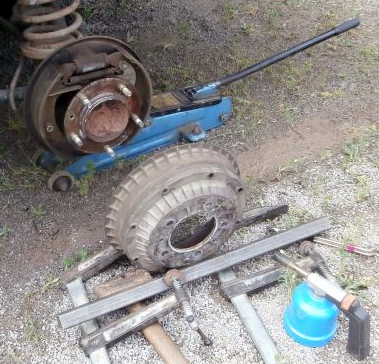
Demontierte Bremstrommel Lada Niva 4 x 4

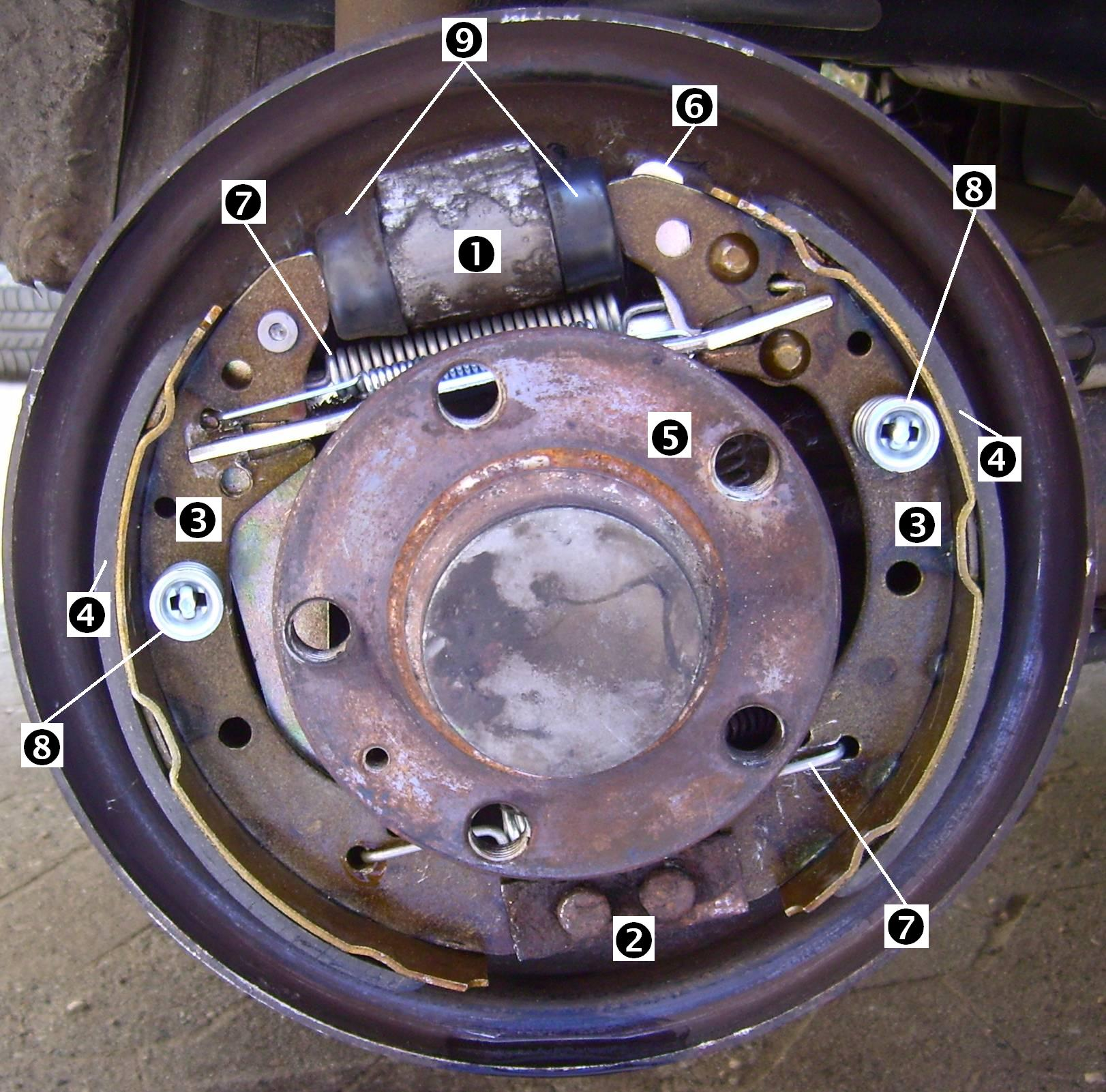
Blick in die geöffnete Trommelbremse (Bremstrommel entfernt) eines Škoda Fabia I
1 Radbremszylinder
2 untere Abstützung (Gegenlager)
3 Bremsbacken (links und rechts)
4 Bremsbelag
5 Radnabe mit fünf Innengewinden für Radschrauben
6 Nachstellkeil
7 Rückzugsfedern (oben und unten)
8 Federteller mit Feder und Haltebolzen
9 Staubkappen des Radbremszylinders

Trommelbremsen sind Reibungsbremsen, bei denen Bremsbeläge auf eine zylindrische Fläche, den Bremsring der Bremstrommel, wirken. Die Bremsbeläge können auf Bremsbacken oder Bremsbändern aufgebracht sein, der Bremsring kann innen und/oder außen auf der Trommel sitzen. Häufig dienen Trommelbremsen dem Herabsetzen der Geschwindigkeit von Fahrzeugen und sind dann als Radbremsen konstruiert, an Kraftfahrzeugen können sie auch Getriebebremsen sein.
Die bekannteste Bauart ist die Innenbacken-Trommelbremse. Bei ihrer Betätigung werden die – meist zwei – Bremsbacken gegen den innen an der Bremstrommel sitzenden Bremsring gedrückt. In vielen Kraftfahrzeugen wurden Trommelbremsen von Scheibenbremsen abgelöst. Bei leistungsschwächeren Pkw werden sie noch an der Hinterachse eingesetzt; bei schweren Nutzfahrzeugen sowie Anhängern ist die Trommelbremse immer noch Stand der Technik. Wegen der geringeren Korrosionsanfälligkeit finden sie zudem vermehrt bei Elektrofahrzeugen mit Rekuperationsbremse Verwendung, da bei diesen die mechanische Bremse nicht mehr so häufig in Anspruch genommen wird.
In der sich drehenden Bremstrommel werden von innen die beiden auf der Bremsträgerplatte (Bremsankerplatte, Bremsschild) beweglich gelagerten Bremsbacken angepresst. Das geschieht mechanisch über eine Nockenwelle (Bremsschlüssel), einen Spreizkeil, einen Hebel oder hydraulisch über einen Radbremszylinder.

## Geschichte

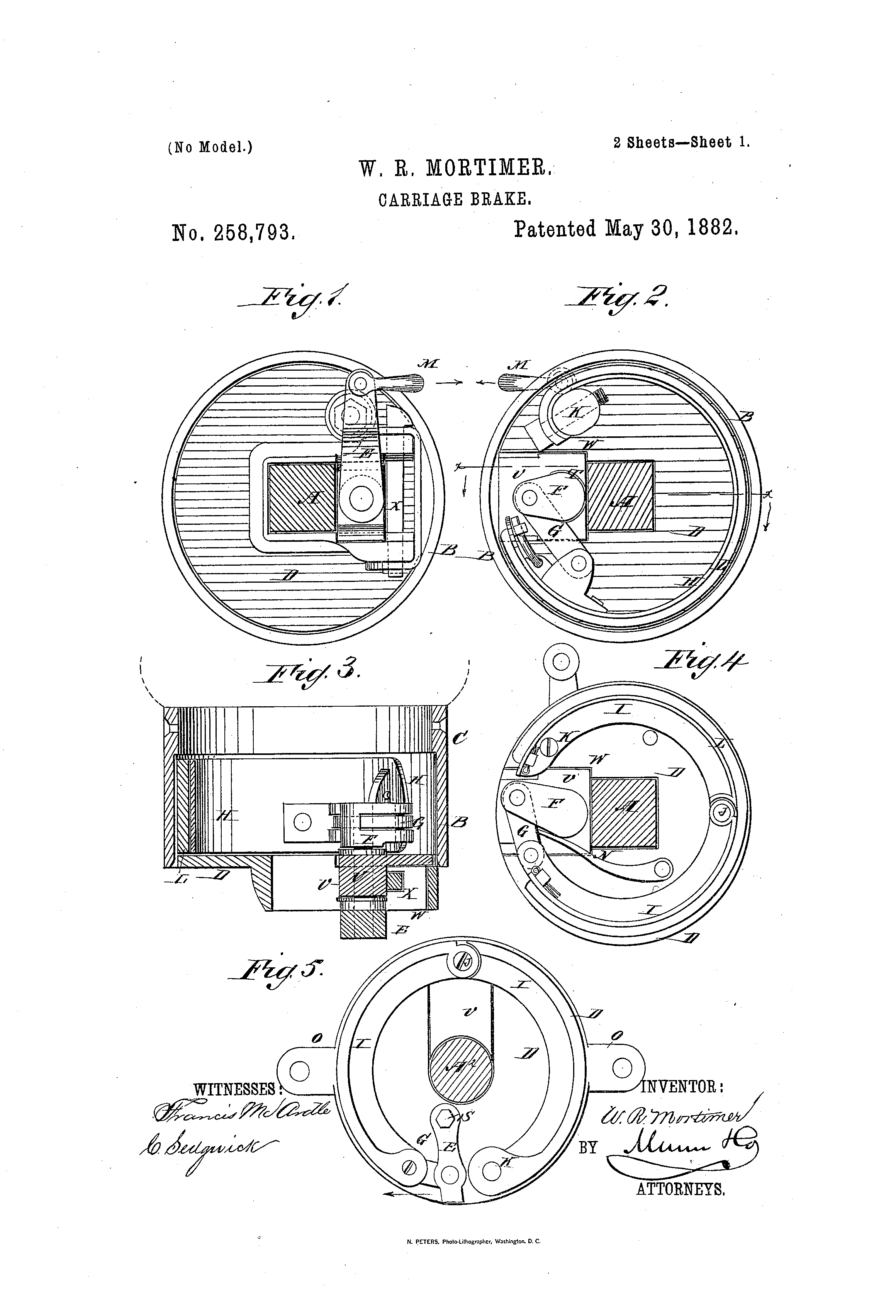
Trommelbremsen nach Walter Russell Mortimer, Patentzeichnungen von 1882

Die Entwicklung der Trommelbremse wurde von der Außenbandbremse beeinflusst. Ein erstes Patent auf eine Innenbacken-Trommelbremse für Fahrräder erhielt Walter Russell Mortimer im Jahr 1881.
Bei einem Automobil wurden Trommelbremsen erstmals 1900 an den Hinterrädern des Mercedes 35 PS eingesetzt, einer Konstruktion von Wilhelm Maybach. Die Bremsklötze waren wassergekühlt.

„Maybach ließ sich offenbar weder die Trommelbremsen noch die Wasserkühlung patentieren, so daß sich die Trommelbremsen in kürzester Zeit im Automobilbau durchsetzten.“

Louis Renault beantragte im Jahre 1902 Patente auf verschiedene Arten von Innenbackenbremsen und übernahm schließlich die Simplex-Bremse in die Serienproduktion. Beim Motorrad wurde die Innenbackenbremse erst in den 1920er Jahren zum Stand der Technik.

## Vorteile
- Durch die innere Verstärkung sind nur relativ geringe Betätigungskräfte erforderlich. Das Maß für die innere Verstärkung ist der Bremsenkennwert C*. Er liegt je nach Ausführung zwischen dem Zwei- und Fünffachen[8] des Reibwertes µ. Dadurch kann bei leichten Fahrzeugen auf einen Bremskraftverstärker verzichtet werden.
- Die Bremsbacken sind durch die geschlossene Bauform vor gröberen Partikeln geschützt. Daher werden auch in aktuellen Geländewagen und Baustellen-Lkw noch überwiegend Trommelbremsen verwendet. Es gibt auch offene Ausführungsformen.
- Durch den nach innen gerichteten Spalt zwischen Ankerplatte und Bremstrommel setzt sich weniger Abrieb (Bremsstaub) auf der Felge ab.
- Die Bremsbeläge von Trommelbremsen sind länger haltbar als die von Scheibenbremsen. Einige Wartungshandbücher sehen in einem größeren Wartungsintervall nur das Kontrollieren und Abnehmen der Bremstrommel zur Entfernung von Abrieb und Rost vor, im doppelten Intervall die Erneuerung der Bremsbacken und Kleinteile.

## Nachteile
- Der entscheidende Nachteil verglichen mit der außen übersetzten Scheibenbremse ist, dass die große innere Übersetzung der Trommelbremse Störfaktoren wie Reibwertunterschiede mit übersetzt und dadurch enorm verstärkt. Auf solche Einflüsse reagiert die Trommelbremse daher sehr empfindlich. Der Übergang zur Duplexbremse vergrößerte diese innere Übersetzung noch weiter, ebenso vergrößerten sich Reibwertschwankungen durch Verwendung von Belägen mit größeren Reibwerten. So gesehen führte die Weiterentwicklung der Trommelbremse in eine Sackgasse. Die Folge war im Alltagsbetrieb ein immer problematischeres Schiefziehen oder Ausbrechen des Fahrzeugs beim Bremsen, vor allem bei Verwendung von Trommelbremsen an der Vorderachse.
- Die Wärmeabfuhr bei hoch belasteten Bremsen ist vergleichsweise schlecht. Bei Erwärmung kommt es zur konischen Aufweitung der Bremstrommeln, was der Bremswirkung abträglich sein kann. Fading wird auch durch temperaturabhängige Kennwertschwankungen begünstigt.
- Bei gleicher Bremsleistung ist – bei Lkw – eine Trommelbremse schwerer als eine entsprechende Scheibenbremse.
- Die geometrischen Anforderungen der Trommelbremse werden in der Praxis nicht ganz erreicht (kreisrunde Form der Trommel), was sich negativ auf die Bremswirkung ausübt
- Bei Trommelbremsen ist der Bremsbelagwechsel gegenüber der Scheibenbremse aufwändiger. Allerdings ist dieser bei der Trommelbremse auch wesentlich seltener erforderlich.

## Innenbackenbremse: Bauarten

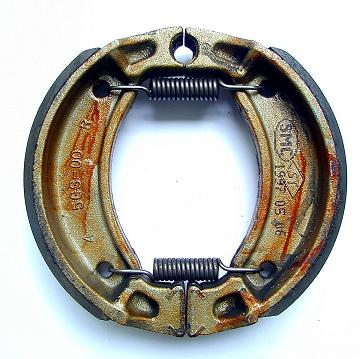
Drehbacken einer Simplex-Bremse, der Drehpunkt liegt im Bild oben

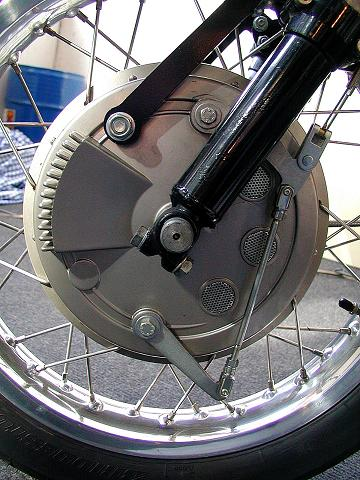
Duplex-Bremse, die Bremsschlüssel sind mit einer einstellbaren Koppelstange verbunden

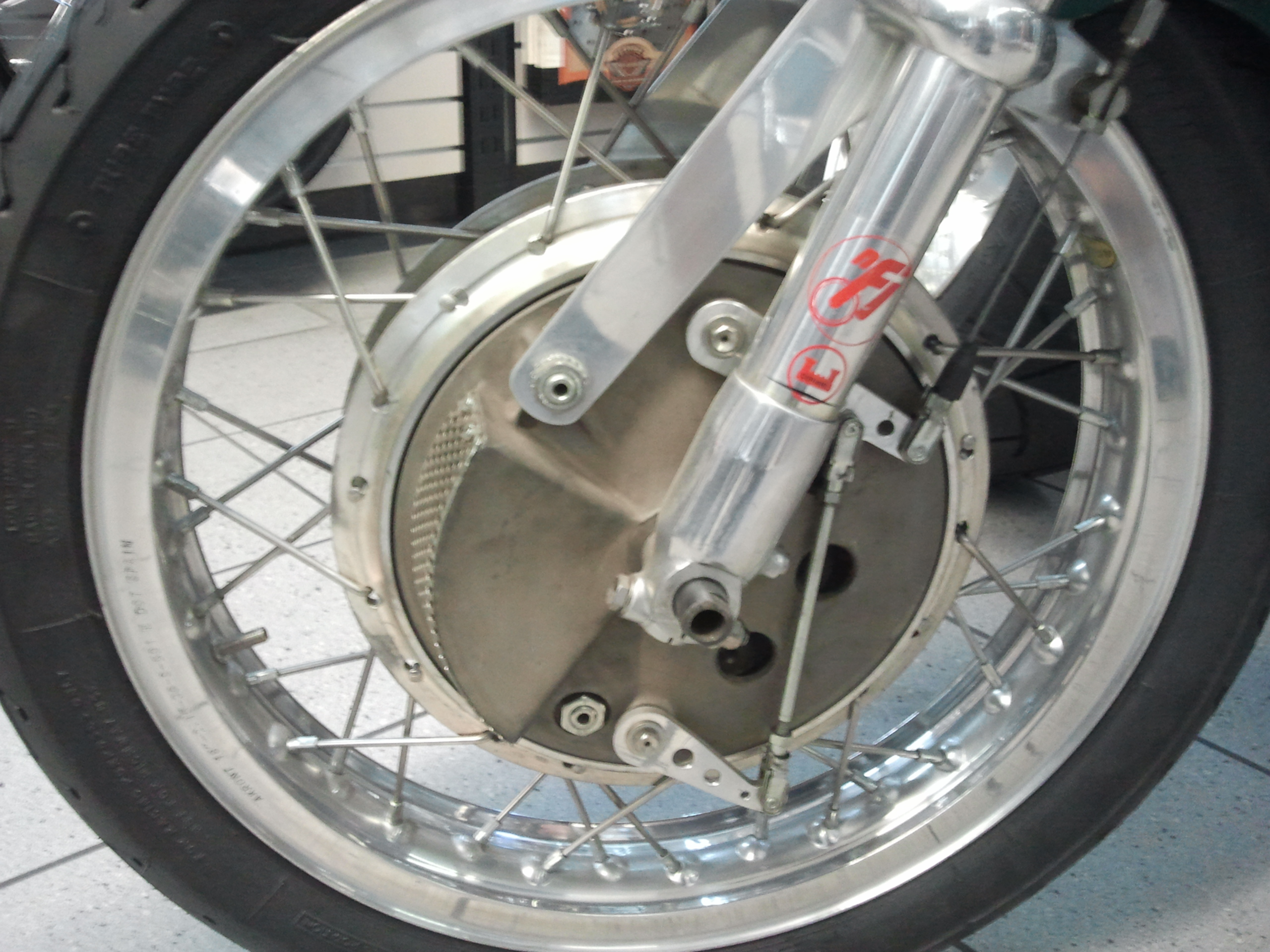
Duo-Duplex-Bremse (?) (Aermacchi)

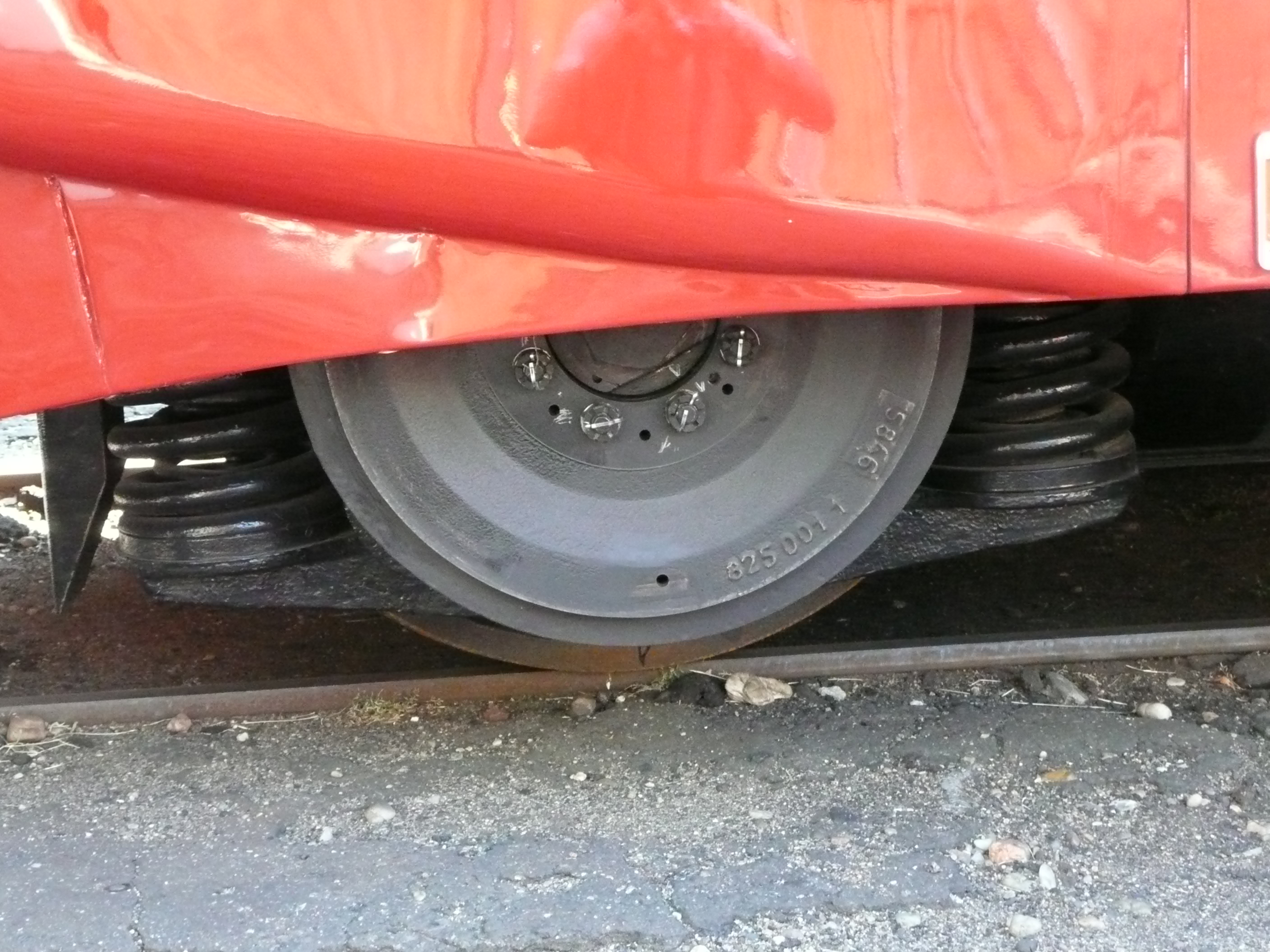
Trommelbremse bei Schienenfahrzeugen, hier bei dem M 260.0 aus dem Jahr 1938

### Simplex-Bremse
Die Simplex-Bremse ist die einfachste und am meisten verwendete Bauart der Trommelbremse. Man findet sie vom Fahrrad bis zum schweren Lkw. Sie hat zwei Bremsbacken, eine auflaufende und eine ablaufende. Das bedeutet, dass sowohl in Vorwärts- wie auch in Rückwärtsfahrt die Bremswirkung gleich ist. Die Spreizung der Bremsbacken erfolgt durch einen hydraulischen Radzylinder, eine Nockenwelle (Bremsschlüssel) oder Hebel. Das andere Ende der Bremsbacken ist um einen gemeinsamen Drehpunkt (Drehbacken) auf der Bremsträgerplatte gelagert oder kann sich auf Gleitflächen (Gleitbacken) abstützen; Lenkerbacken sind mit einer kurzen drehbar gelagerten Stange gelenkig verlängert, die sich auf dem Bremsträger abstützt. Bei schweren Lkw und Anhängern erfolgt die Betätigung über einen S-Nocken. In kleiner Ausführung ist die Simplex-Bremse als Feststellbremse in vielen Pkw zu finden. Der Bremsenkennwert C* beträgt 2,0.
Es gibt 3 Varianten, mit unterschiedlichen Aufbauten.
Zylinder
Die Betätigung der Bremsbacken erfolgt über einen Zylinder (Radbremszylinder). Dieser wird hydraulisch angesteuert und erzeugt in beide Richtungen gleich große Kräfte. Diese Betätigung wird hauptsächlich bei Pkw und leichten Transportern eingesetzt.
S-Nocken
Die Betätigung der Bremsbacken erfolgt über einen S-Nocken. Dieser sitzt auf der Bremsnockenwelle, die über einen Gestängesteller gedreht wird. Durch den von außen mit einem Druckluftbremszylinder angesteuerten Nocken und die feste Zuspannung entsteht ein annähernd gleicher Belagverschleiß an Auf- und Ablaufbacke. Sie wird bei Nutzfahrzeugen verwendet.
außen liegender Zylinder
Bei der Variante wird durch einen außen liegenden Druckluft- oder Hydraulikzylinder ein Ventil angesteuert. Dieser durch den Zylinder bewegte Kolben spreizt die beiden Bremsbacken. Diese Art findet vor allem in druckluftgebremsten leichten bis mittelschweren Nutzfahrzeugen Verwendung.
In jedem Fall gilt bei der Simplexbremse:
Durch die Drehung der Bremstrommel wird bei der „auflaufenden“ Bremsbacke die Spannkraft von der Reibungskraft verstärkt, die Wirkung der anderen, nämlich „ablaufenden“ Backe ist geringer. Bei Drehrichtungswechsel vertauschen auf- und ablaufende Backe ihre Rollen.

### Duplex-Bremse
Bei der Duplex-Bremse hat jede Bremsbacke auf einer Seite eine eigene Betätigungseinrichtung. Dadurch sind beide Backen bei Vorwärtsfahrt auflaufend und damit selbstverstärkend. Der Bremsenkennwert C* beträgt bei Vorwärtsfahrt 3,0 und ist bei Rückwärtsfahrt deutlich geringer. Der Vorteil gegenüber der Simplex-Bremse ist eine ca. 50 % höhere Bremswirkung bei gleicher Betätigungskraft. Ihr Nachteil ist der größere Herstellungs- und Wartungsaufwand und die Tatsache, dass die Bremswirkung bei Rückwärtsfahrt deutlich geringer ist. Duplex-Bremsen wurden vor der allgemeinen Einführung von Scheibenbremsen überwiegend auf der Vorderachse schwerer Pkw und leichter Nutzfahrzeuge sowie bei Motorrädern verwendet.

### Doppel-Duplexbremse
Sie hat auf beiden Seiten die gleiche Anordnung, insgesamt also vier Bremsbacken (Hauptartikel: Duplexbremse). Eine Vier-Backen-Bremse mit zwei Bremsträgerplatten haben einige Vincent-HRD-Modelle; die Nabe hat zwischen beiden Bremsen einen kleinen Durchmesser.

### Duo-Duplex-Bremse
Die Duo-Duplex-Bremse hat im Gegensatz zur Duplex-Bremse zwei doppelt wirkende Betätigungseinrichtungen (Radzylinder) anstatt zwei einfach wirkender Radzylinder. Dadurch wirkt sie bei Vorwärts- und Rückwärtsfahrt gleich stark. Diese aufwändige Bauart wird seit den 1960er Jahren kaum noch verwendet. Der Bremsenkennwert C* beträgt bei Vorwärts- und bei Rückwärtsfahrt 3,0.

### Servo-Bremse
Die höchste innere Verstärkung hat die Servo-Bremse. Sie hat wie die Simplex-Bremse nur eine Betätigungseinrichtung (z. B. Radzylinder), dagegen sind am unteren Drehpunkt die Bremsbacken schwimmend gelagert. Durch einen Druckbolzen wird die Abstützkraft der Primärbacke (auflaufend) auf die Sekundärbacke (ablaufend) übertragen und eine Selbstverstärkung an beiden Bremsbacken bei Vorwärtsfahrt hervorgerufen. Bei Rückwärtsfahrt ist keine Selbstverstärkung gegeben. Der Unterschied in der Bremswirkung ist zwischen Vorwärts- und Rückwärtsfahrt sehr groß. Durch die hohe innere Verstärkung der Servo-Bremse erfordert sie die geringsten Betätigungskräfte, ist aber schlecht zu dosieren und sehr empfindlich auf Reibwertschwankungen der Bremsbeläge. Der Bremsenkennwert C* beträgt bei Vorwärtsfahrt 5,0 und ist bei Rückwärtsfahrt deutlich geringer.

### Duo-Servo-Bremse
Die Duo-Servo-Bremse ist zunächst baugleich mit der Servo-Bremse. Der Nachteil der mangelnden Bremswirkung bei Rückwärtsfahrt wird dadurch ausgeglichen, dass der Druckbolzen sich je nach Bewegungsrichtung an einem Lager abstützen kann. Dadurch ergeben sich zwei auflaufende (selbstverstärkende) Bremsbacken in beide Richtungen.
Die Anwendung erfolgt bei leichten und mittelschweren Lkw sowie als Feststellbremse (Topfscheibe) bei Pkw mit vier Bremsscheiben (am Radträger zusammen mit der Scheibenbremse an der Hinterachse angeflanscht). Der Bremsenkennwert C* beträgt bei Vorwärts- und bei Rückwärtsfahrt 5,0. Dies ist die höchste mögliche Selbstverstärkung.

### 3-Backen-Trommelbremse Triplex
Leistungsfähige Trommelbremsen mit drei auflaufenden Backen (Triplex) gab es Mitte der 1960er Jahre bei Alfa Romeo in den Modellen 101 (Giulia Spider, Sprint, Sprint Speciale) und 105 (Giulia 1. Serie) an der Vorderachse. Jede der drei Bremsbacken wird von einem eigenen Bremszylinder betätigt. Die Bremsbacken und Bremstrommeln sind aus Aluminium gefertigt. Die Bremstrommeln sind zur Wärmeableitung außen gerippt, als Reibfläche haben sie innen einen Stahleinsatz. 

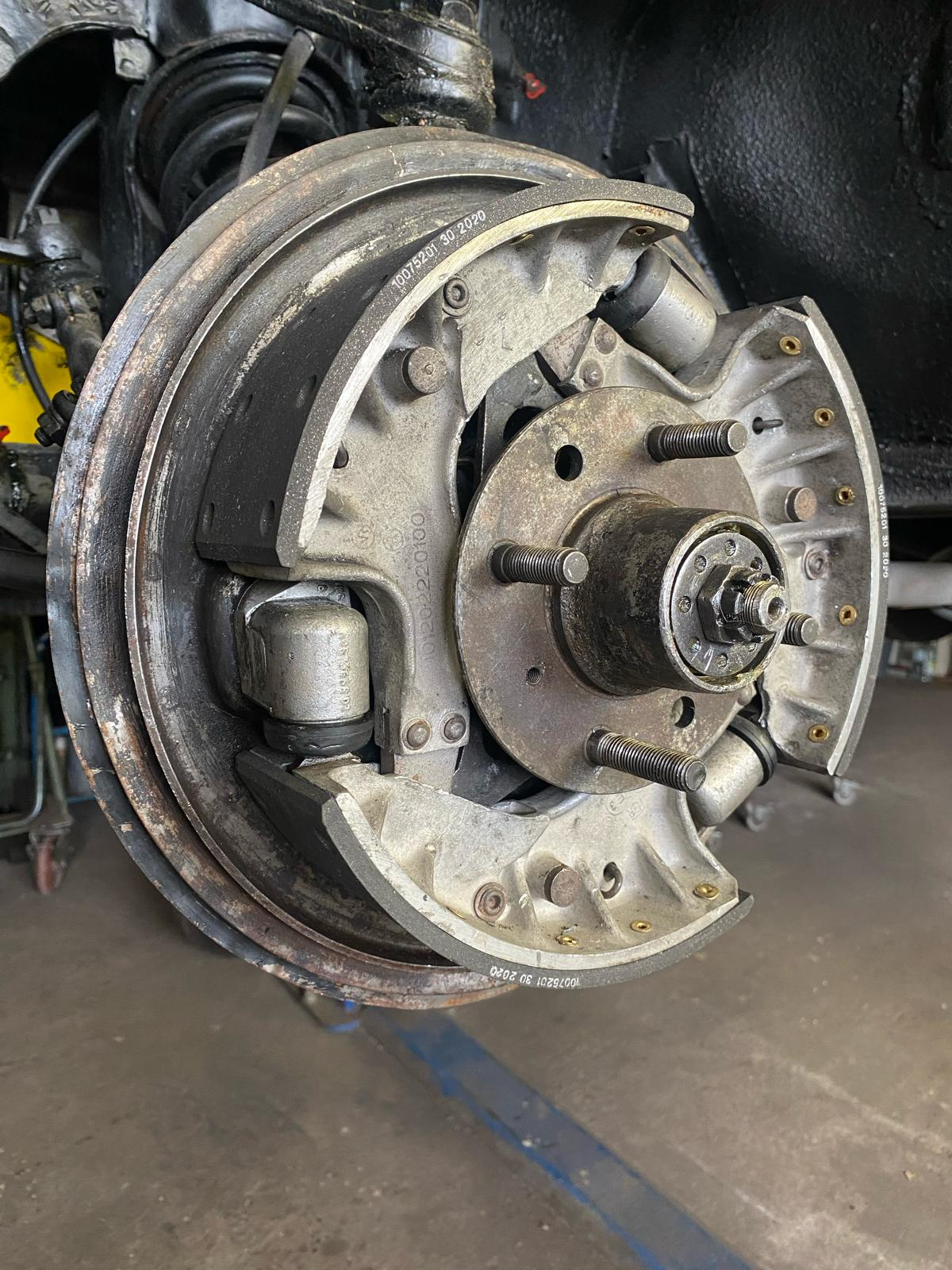
3-Backen-Trommelbremse Triplex, Alfa Romeo Giulia Spider 101

### Zentralbremse
Bei ihr wird die Bremsung ausgelöst durch eine Welle, die durch die hohle Radachse geführt ist. Bei dieser Bauart sind größere Bremsflächen möglich. Ein weiterer, bei Motorrädern interessanter, Vorteil besteht darin, dass die Anordnung in Fahrzeuglängsrichtung gesehen symmetrisch ist. Zentralbremsen waren an italienischen Rennmotorrädern der 1950er Jahre anzutreffen. Die Zentralbremse wurde von Vincenzo Azzariti, Mailand, erfunden und für ihn patentiert.

### Zwei Bremstrommeln an einem Rad
Größere Bremsflächen lassen sich auch mit zwei Bremstrommeln je Rad erreichen. Diese Lösung finden wir seit 1937 bei Vincent HRD (dort auf Fotos gut zu erkennen), insgesamt ist sie aber selten. Die konstruktive Verbreiterung der Bremsfläche im Drahtspeichenrad ist begrenzt, weil sich während der Bremsung eine konische Verformung der Trommel ergibt. Deswegen sind für schnelle Motorräder im Zubehörhandel Umbausätze mit zwei Bremstrommeln je Rad  angeboten worden.

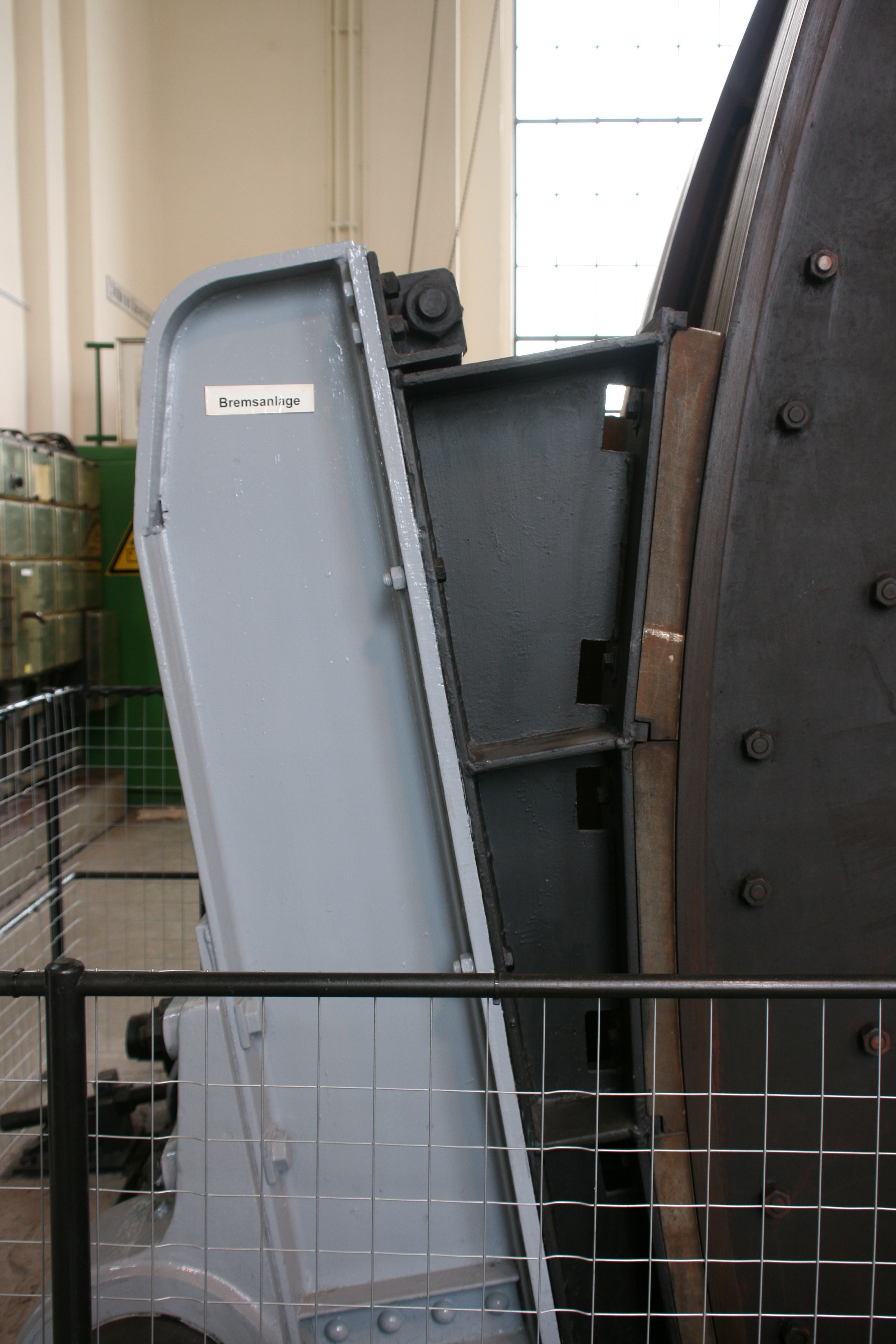
Außenbackenbremse

## Außenbackenbremse
Trommelbremsen gibt es auch in umgekehrter Anordnung: Deren Bremsbacken schleifen von außen auf einer Trommel. Diese Trommelbremsen finden sich heutzutage im Maschinenbau, vor allem in der Fördertechnik zum Bremsen von Fördermaschinen, z. B. im Bergbau, im Aufzugs- und im Schiffsmaschinenbau, und werden meist an der Eingangs- oder Ausgangswelle von Getrieben angebracht. Diese Art der Trommelbremse war auch in den 1920er Jahren im Automobil geläufig, als Bremse am Getriebe oder an der Kardanwelle, und somit über den Achsantrieb indirekt die Hinterachse abbremsend, ohne dass noch eigens Radbremsen eingebaut wurden. Dieses System wurde auch lange Zeit als Feststellbremse verwendet.

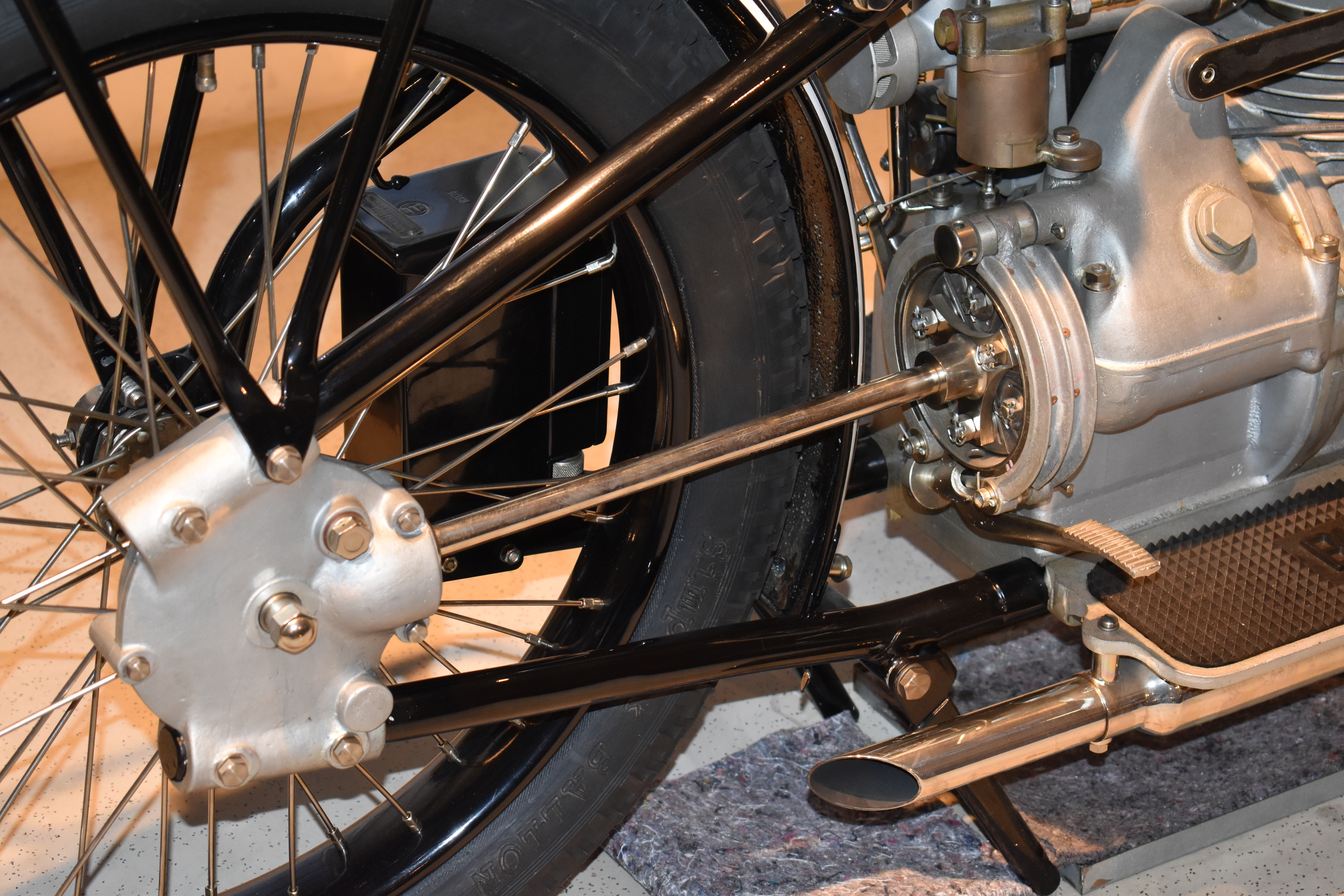
Kardanbremse der BMW R 39

Der Motorradhersteller BMW baute ab 1924 das Sportmodell BMW R 37 mit sogenannter Kardanbremse. Von da an erhielten alle neuen Modelle von BMW diese Bremse, zuletzt BMW R 11 und BMW R 16, die von 1930 bis 1934 gebaut wurden. Ab 1931 stellte BMW mit Einführung der BMW R 2 die Hinterradbremsen auf Innenbackenbremsen in der Radnabe um.
Auch im Triebwagenbau wurden sie in den 1930er Jahren oft angewendet. Hier gab es die Anwendungsformen Außenbackenbremsen (DR-Einheitstriebwagen) beziehungsweise Innenbackenbremsen (ČSD M 260.001). Die mit diesen Bremsen ausgerüsteten Fahrzeuge waren nur für 90 km/h Höchstgeschwindigkeit zugelassen, so dass sich ihr Anwendungsgebiet auf den Einsatz auf Nebenbahnen oder im Vorortverkehr beschränkte.